# Pokrajina Messina
Pokrajina Messina (v italijanskem izvirniku Provincia di Messina [provìnča di mesìna]), je bila ena od devetih pokrajin, ki so sestavljale italijansko deželo Sicilija. 15. avgusta 2015 jo je nadomestilo Metropolitansko mesto Messina.
Zavzemala je tudi Eolsko otočje. Na severu je mejila s Tirenskim morjem, na vzhodu s Tirenskim morjem, kjer jo je 3,2 km širok Mesinski preliv ločil od celine, in z Jonskim morjem, na jugu s pokrajinama Catania in Enna ter na zahodu s pokrajino Palermo.

## Večje občine
Glavno mesto je Messina, ostale večje občine so (podatki 31.12.2006):
| Občina                    | Prebivalcev |
| ------------------------- | ----------- |
| Messina                   | 243.997     |
| Barcellona Pozzo di Gotto | 41.293      |
| Milazzo                   | 32.650      |
| Patti                     | 13.320      |
| Sant'Agata di Militello   | 13.060      |
| Capo d'Orlando            | 13.034      |
| Taormina                  | 10.911      |
| Lipari                    | 10.763      |

## Naravne zanimivosti
Ena od zanimivosti kalabreške in sicilske površine so fiumare. To so struge hudournikov, ki se po prvem delu toka preko strmih in ozkih sotesk razširijo v obsežne lijaste izlive. Značilna za fiumare je obilica vode v zimskem času in skromna vodnatost v toplejših obdobjih. Reka Rosmarino, tako imenovana zaradi grmov rožmarina, ki spontano rastejo ob njej, je ena od največjih fiumar na Siciliji. Da bi se nekako "uravnovesil" hudournik, ki je močno deroč v zgornjem toku in skoraj odsoten v spodnjem, so bili v zadnjih desetletjih odprti tri kamnolomi na rečnih obalah. Odstranjene so bile velike količine materiala, kar je pa samo pokvarilo videz pokrajine in uničilo edinstveni habitat tega področja.
Seznam zaščitenih področij v pokrajini:
- Narodni park Nebrodi (Parco dei Nebrodi)
- Krajinski park Alcantara (Parco fluviale dell'Alcantara)
- Naravni rezervat Vallone Calagna (Riserva naturale integrale Vallone Calagna sopra Tortorici)
- Naravni rezervat Isola di Panarea e scogli viciniori (Riserva naturale orientata/integrale Isola di Panarea e scogli viciniori)
- Naravni rezervat Le Montagne delle Felci e dei Porri (Riserva naturale Le Montagne delle Felci e dei Porri)
- Naravni rezervat Laghetti di Marinello (Riserva naturale orientata Laghetti di Marinello)
- Naravni rezervat Fiumedinisi e Monte Scuderi (Riserva naturale orientata Fiumedinisi e Monte Scuderi)
- Naravni rezervat Bosco di Malabotta (Riserva naturale orientata Bosco di Malabotta)
- Naravni rezervat Isola di Alicudi (Riserva naturale orientata Isola di Alicudi)
- Naravni rezervat Isola di Filicudi e scogli Canna e Montenassari (Riserva naturale orientata/integrale Isola di Filicudi e scogli Canna e Montenassari)
- Naravni rezervat Isola di Stromboli e Strombolicchio (Riserva naturale orientata/integrale Isola di Stromboli e Strombolicchio)
- Naravni rezervat Isola Bella (Riserva naturale orientata Isola Bella)
- Naravni rezervat Laguna di Capo Peloro (Riserva naturale orientata Laguna di Capo Peloro)
- Naravni rezervat Isola di Vulcano (Riserva naturale orientata Isola di Vulcano)

## Zgodovinske zanimivosti
Prvi Grki, ki so se naselili na Siciliji, so prihajali iz Halkidike. Leta 735 pr. n. št. so pripluli na obale današnje pokrajine Messina in ustanovili svojo prvo kolonijo, ki so jo imenovali Naxos po istoimenskem otoku v Egejskem morju. Naxos je kmalu postal pomemben zaradi svetišča boga Apolona, kateremu so se prihajali priporočat vsi sicilski Grki, ki so se tu vkrcali na pot proti Grčiji. Toda razen tega se mesto ni nikoli razširilo. Ker se je bilo zavezalo z Atenami v borbi proti Sirakuzi, ki je na koncu zmagala, je bilo leta 403 pr. n. št. malo mestece celo popolnoma porušeno in njegovi prebivalci so bili prodani kot sužnji. Ozemlje z ruševinami vred je bilo podarjeno plemenu Sikulov in tudi ti se niso dosti zavzeli za njegov razvoj. Naselje je doseglo določeno blaginjo šele v trinajstem stoletju, ko je bilo vojaško opremljeno za obrambo nasadov sladkornega trsa v bližnji notranjosti. Postopoma so se razvile tudi druge dejavnosti, ki so pa v devetnajstem in dvajsetem stoletju popolnoma izumrle. Danes je kraj ena od najlepših turističnih točk Sicilije. Zanimivo je, da tisočletja skromne zgodovine niso spremenila imena tega kraja, ki še vedno nosi svoje prvotno ime: imenuje se Giardini-Naxos, to je Vrtovi - Naxos.